# 權知留後
權知留後，是唐代节度使出征或入朝時，作為代理職務。
唐代安史之乱后，地方勢力逐漸形成，河朔三镇和淄青节度使、淮西节度使等藩鎮在臨終前多遗表上京師，请以子弟为留后。又如武寧軍副节度使王智兴驅逐节度使崔羣，自称留后。
對於這些自称為留後的有力軍人，朝廷有时予以承认，有时不予承认，不承認時往往會發生战争，也可能在战争后妥协承认。柳亚子《诸将》诗之三：“却怜代将纷紜日，留后居然节度风。”
宋代改「留後」為「承宣使」，為虛銜，僅備武官的遷轉。駙馬常會得到此一虛銜。